# Saginaw Grant

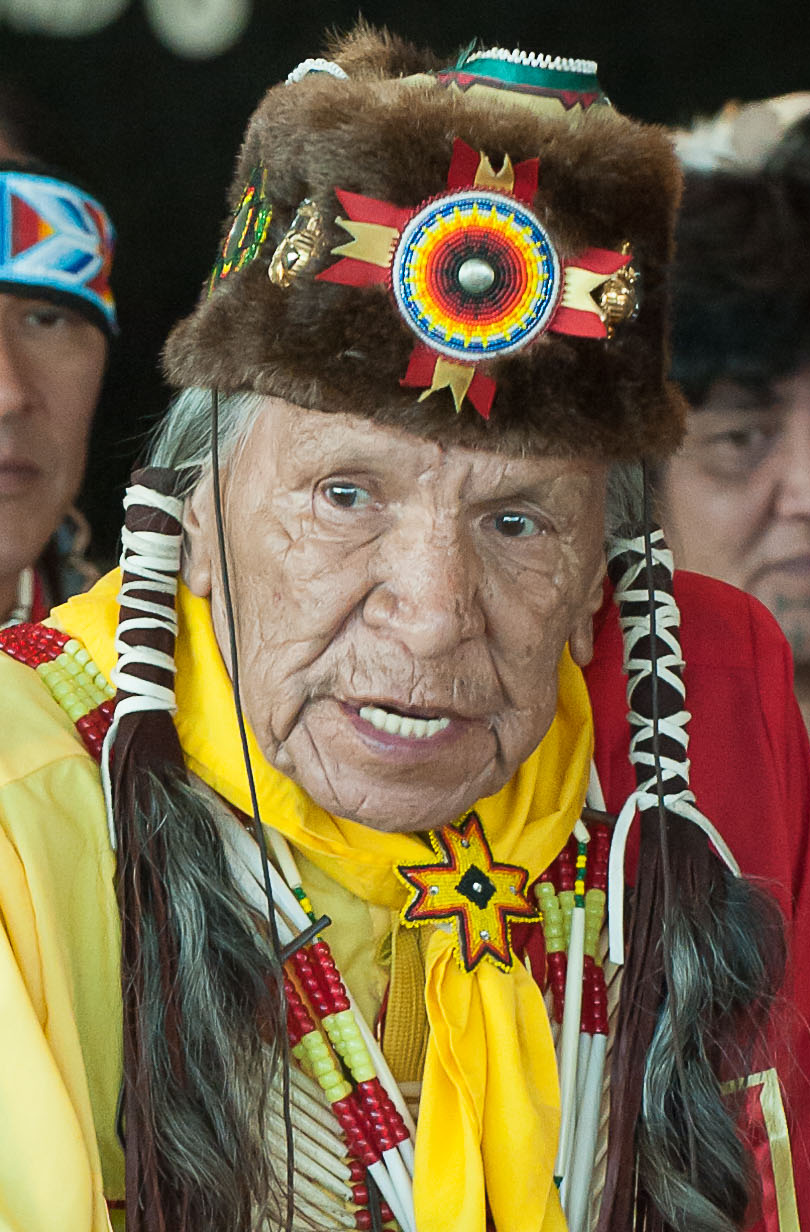
Saginaw Grant auf der Armageddon Expo 2015 im neuseeländischen Wellington.

Saginaw Morgan Grant (* 20. Juli 1936 in Pawnee; † 27. Juli 2021 in Hollywood) war ein US-amerikanischer Schauspieler indigener Abstammung. Bekannt wurde er vor allem durch seine Rollen in den erfolgreichen Hollywood-Produktionen Mit Herz und Hand (2005) an der Seite von Anthony Hopkins und in Lone Ranger (2013), wo Johnny Depp die Hauptrolle spielte. Außerdem wirkte er in solch bekannten Fernsehserien wie Breaking Bad und Community mit.

## Leben
Saginaw Grant wurde als Sohn von Austin Grant Sr. und dessen Frau Sarah in Pawnee im US-Bundesstaat Oklahoma geboren. Zusammen mit seinen drei Geschwistern wuchs er auf einer Farm in Cushing (Oklahoma) auf. Hier wurde er vor allem von seinen Eltern, seinen Großvätern Kirvin, einem Medizinmann, und Saginaw, der ebenfalls sehr spirituell war, beeinflusst. Dabei lernte er die Kultur, die Traditionen, Bräuche und Zeremonien seines Stammes, der Sac & Fox, kennen.
Zunächst in verschiedenen anderen Branchen tätig, wurde Grant einem breiteren Publikum in den 1980er Jahren vor allem durch seine Rollen in mehreren Werbespots bekannt. Im Jahre 1988 trat Saginaw Grant auch in Deutschland neben Winnetou-Darsteller Pierre Brice bei den Karl-May-Spielen in Bad Segeberg auf, wo er einen Medizinmann spielte. Schließlich war er als Schauspieler unter anderem in zahlreichen TV- und Filmproduktionen zu sehen, wodurch er zu einem bekannten Filmgesicht Hollywoods avancierte.
Saginaw Grant war Häuptling und Medizinmann der Stämme Sac und Fox, Iowa und Otoe-Missouri. Zeit seines Lebens seiner indigenen Abstammung verbunden, lebte er am Ende seines Lebens in Südkalifornien. Neben seiner Tätigkeit als Schauspieler, die er bis ins hohe Alter ausübte, hielt Grant auch Vorträge.

## Filmografie (Auswahl)

### Film
- War Party - Freddie Man Wolf (1988)
- Small Time - The Holy Man (1996)
- Showdown auf dem Weg zur Hölle - Torhüter (1999)
- Grey Owl - Pow Wow Chief (1999)
- Legend of the Phantom Rider - Medizinmann (2002)
- Black Cloud - Großvater (2004)
- Social Guidance - Red Hightower (2005)
- Mit Herz und Hand - Jake (2005)
- Beyond the Quest - Apparition (2007)
- Slipstream - Eddie (2007)
- Maneater - Stanley Hipp (2009)
- Walking on Turtle Island - Catches the Bear (2009)
- Winter in the Blood - Yellow Calf (2013)
- Lone Ranger - Chief Big Bear (2013)
- Wind Walkers - Native Elder (2015)
- The Ridiculous 6  - Screaming Eagle (2015)
- Valley of the Gods - Tall Bitter Water (2017)
- Journey to Royal (and the 4th Emergency Rescue Squadron) - Himself (2017)

### Fernsehen
- The Young Indiana Jones Chronicles - Episode: The Mystery of the Blues - Grey Cloud (1993)
- Harts of the West - 15 Episoden - Auggie (1993–1994)
- The Last Frontier- Episode: The One with the Friends' Theme - Alaskan (1996)
- Nash Bridges - Ol'Larry/eine Episode (1997)
- Stolen Women: Captured Heartss - Chief Luta/Fernsehfilm (1997)
- Baywatch - Eyes That See At Night/eine Episode (1997)
- Purgatory - Ancient Gate Keeper/Fernsehfilm (1999)
- Auf Wiedersehen, Pet - Medecine Man/drei Episoden (2002)
- Skinwalkers - Wilson Sam/Fernsehfilm (2002)
- Miracles - Most Respected Elder/eine Episode (2003)
- DreamKeeper - Old Medecine Man/Fernsehfilm (2003)
- The Fallen Ones - Joseph/Fernsehfilm (2005)
- My Name is Earl - Dakota/eine Episode (2005)
- Saving Grace - Mudwa/1 episode (2007)
- American Horror Story - Tribal Elder/eine Episode (2011)
- Eagleheart - Saginaw/eine Episode (2012)
- Family Tree - White Feather/1 episode (2013)
- Breaking Bad - Native American Man - Episode: Ozymandias (2013)
- Shameless - Great Grandfather/eine Episode (2014)
- Community - Chief Blue Sky/eine Episode (2014)
- The League - Sam/eine Episode (2014)
- Workaholics - American Indian Man/eine Episode (2015)
- Sin City Saints - Shaman/eine Episode (2015)
- Baskets - Old Man/eine Episode (2016)
- Veep - Marjorie's Grandpa/eine Episode (2016)